# Chris Cerulli
Christopher „Motionless“ Thomas Cerulli (* 17. října 1986, Scranton) je americký hudebník, zpěvák a frontman metalcorové kapely Motionless in White.

## Hudební kariéra
Narodil se ve městě Scranton 17. října roku 1986. Říká, že na něj měli největší hudební vliv Davey Havok, zpěvák skupiny AFI, dále je také fanouškem zpěváků jako jsou Marilyn Manson a Misfits.
V roce 2005 na střední škole společně s Angelo Parentem, Frankem Polumbou a Kylem Whitem založili kapelu Motionless in White, ten samý rok vydali své první demo. Celá skupina je známá temnými hororovými texty a vystupováním, které souvisí s jejich gotickou image
Chris zůstal jediným původním členem kapely. Je znám svou velkou pokorou, svým fanouškům vždy projevoval velké uznání.
S kapelou složili šest studiových alb (Creatures, Infamous, Reincarnate, Graveyard Shift, Disguise, Scoring the End of the World), dvě EP (The Whorror a When Love Met Destruction) a demo s názvem Motionless In White.
Vyznává životní styl straight edge, které se zásadně vyhýbá alkoholu a drogám. Má rád zvířata a nějakou dobu byl vegetariánem, kvůli komplikacím při turné to ale vzdal. V současnosti je veganem.

## Diskografie

### Motionless in White

#### Studiová alba
- 2010 – Creatures
- 2012 – Infamous
- 2014 – Reincarnate
- 2017 – Graveyard Shift
- 2019 – Disguise
- 2022 – Scoring the End of the World

#### EP
- 2007 – The Whorror
- 2009 – When Love Met Destruction

#### Demo
- 2005 – Motionless In White